# 東京媽祖廟

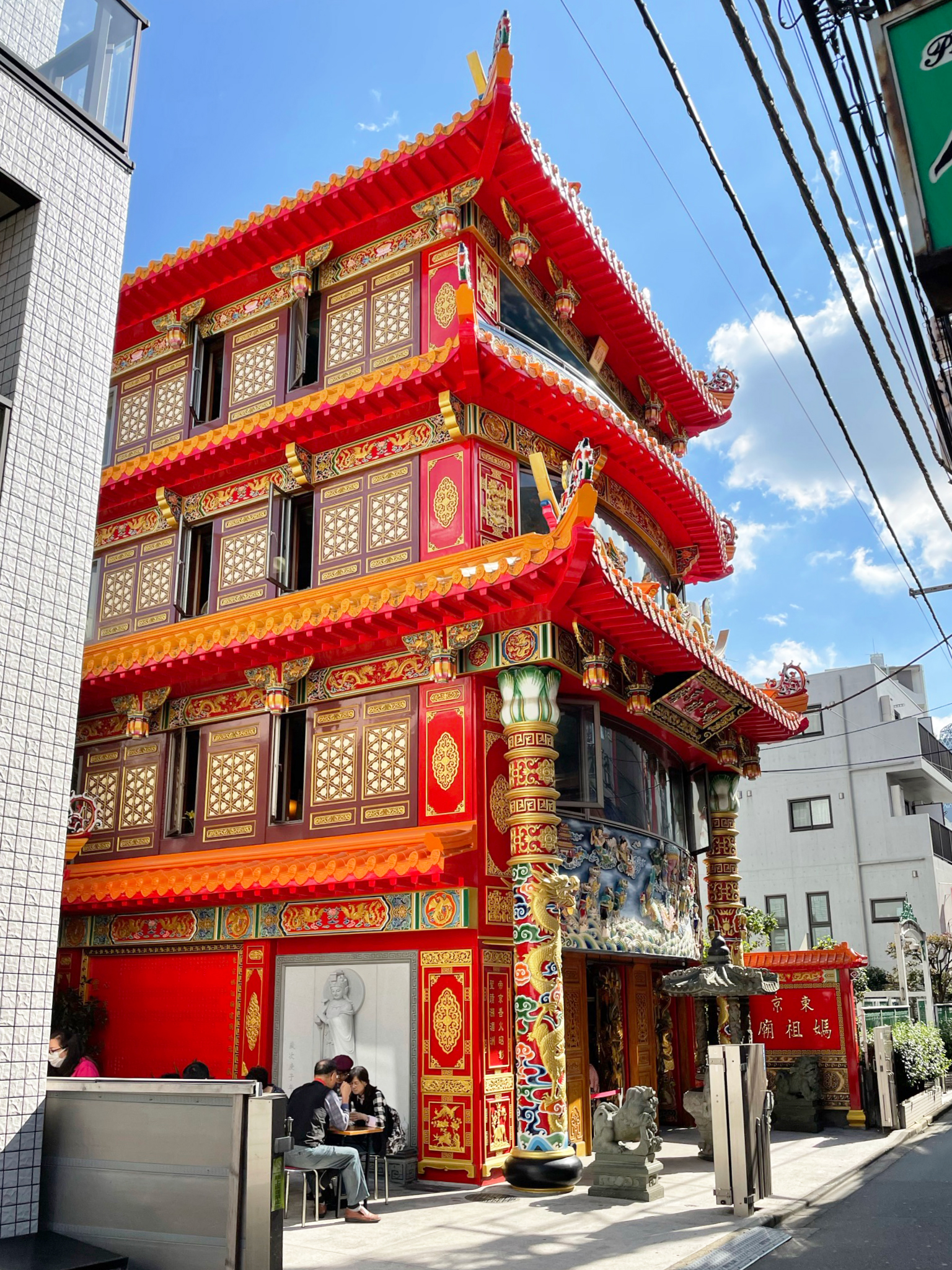
東京媽祖廟(2021年撮影)

東京媽祖廟（とうきょうまそびょう）は、東京都新宿区百人町一丁目にある媽祖廟。

## 歴史
東京媽祖廟は日本媽祖会が中心になって計画し、台湾人が比較的多く住む新宿区大久保に近い土地を決めて建設し、2013年10月13日に安座式典を行なった。
同廟の建物は4階建てである。それぞれ1階が受付と事務所、2階が関帝殿、3階が媽祖殿で粉面媽祖（中国・泉州、湄州天后宮の分霊）・黑面媽祖（台湾・北港朝天宮の分霊）・金面媽祖（台湾・南方澳南天宮の分霊）を祀り、4階が観音殿となっている。

## 見学・参拝
東京媽祖廟では一般客の見学・参拝を受け付けている。

## 所在地
- 東京都新宿区百人町一丁目24番12号

## 交通
- JR中央本線大久保駅南口から1分[3]
- JR山手線新大久保駅から4分[3]

## ギャラリー

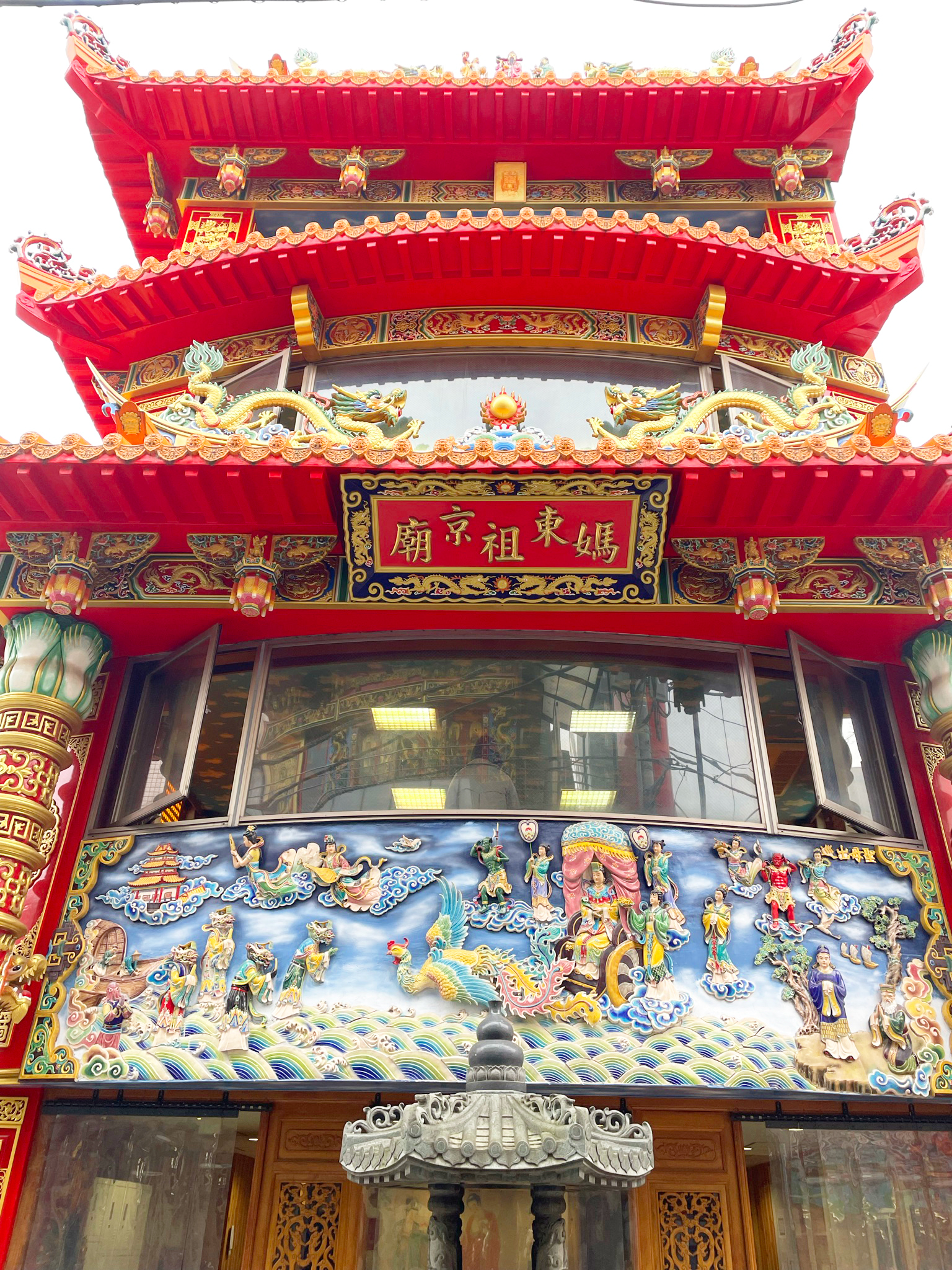
正面
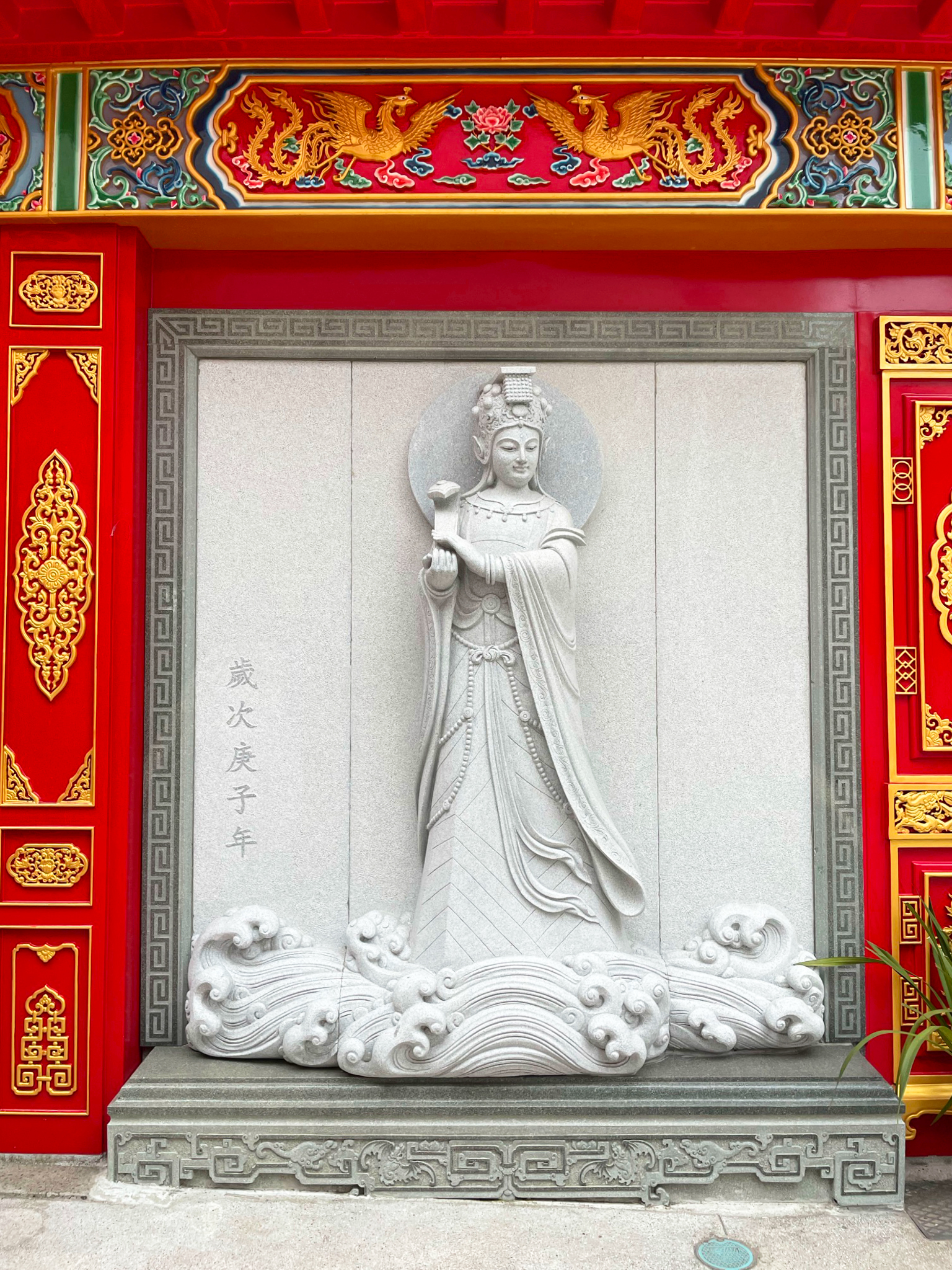
側壁のレリーフ
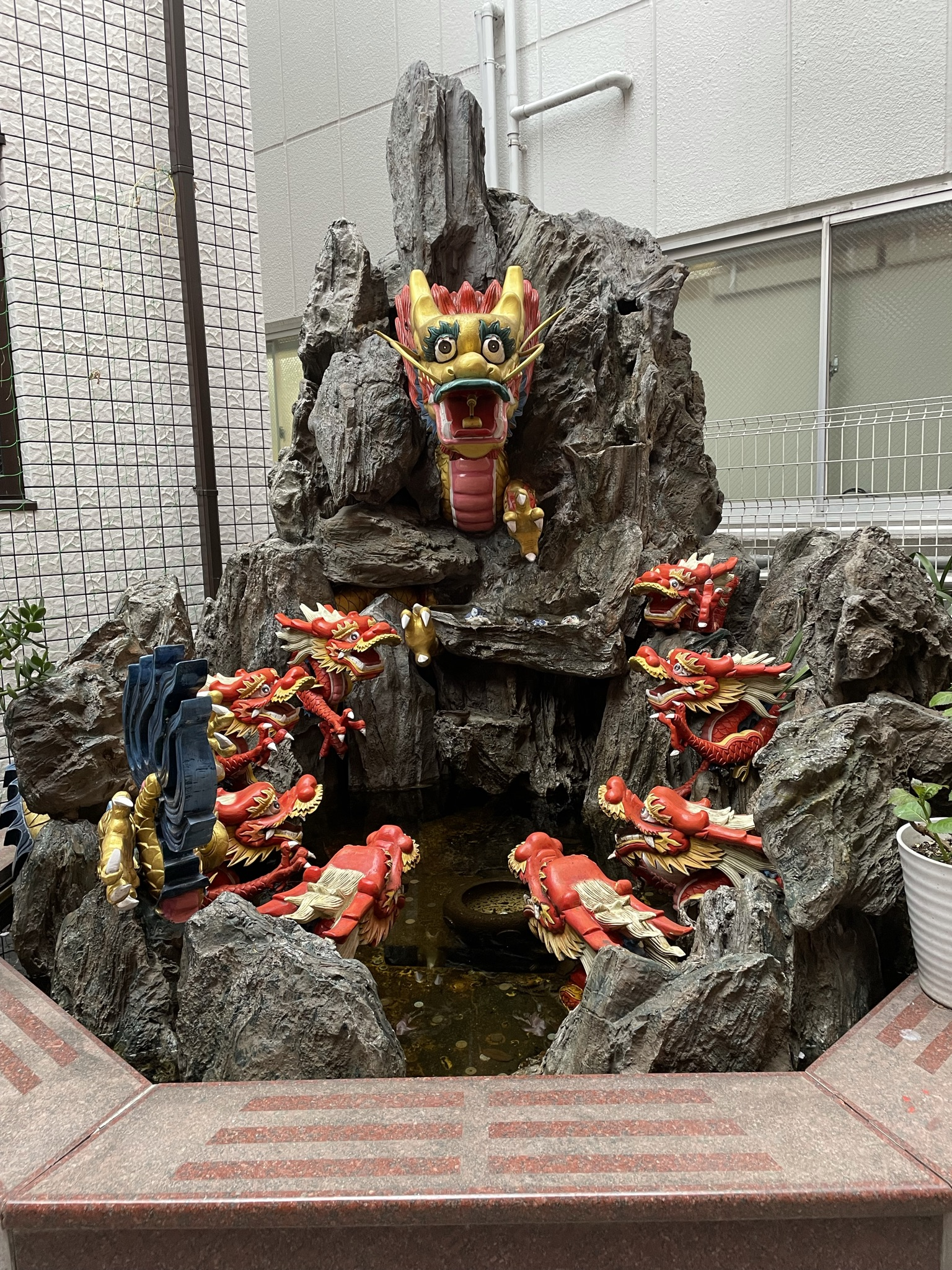
庭の四爪の龍